# レピュブリク級戦艦
レピュブリク級戦艦 (République classe) は、フランス海軍の前弩級戦艦、フランス海軍の呼称では艦隊装甲艦に類別される。2隻が建造された。

## 概要
レピュブリク級はフランスの艦隊装甲艦史上、重要な発展を示した艦である。それ以前の艦に比べ大きなタンブル・ホーム（舷側上部が内側に湾曲した形状）型船体を持ち、艦型が大型化し航洋性は改善された。また、排水量増加に伴い火力も増強されたが同時期にイギリス海軍のドレッドノート (HMS Dreadnought) が就役したことで本級は旧式化した。しかし、フランス海軍では両艦とも一線級の戦力として第一次世界大戦で船団護衛にて使用した。後継のリベルテ級戦艦は本級を改良したものであった。

## 艦形について

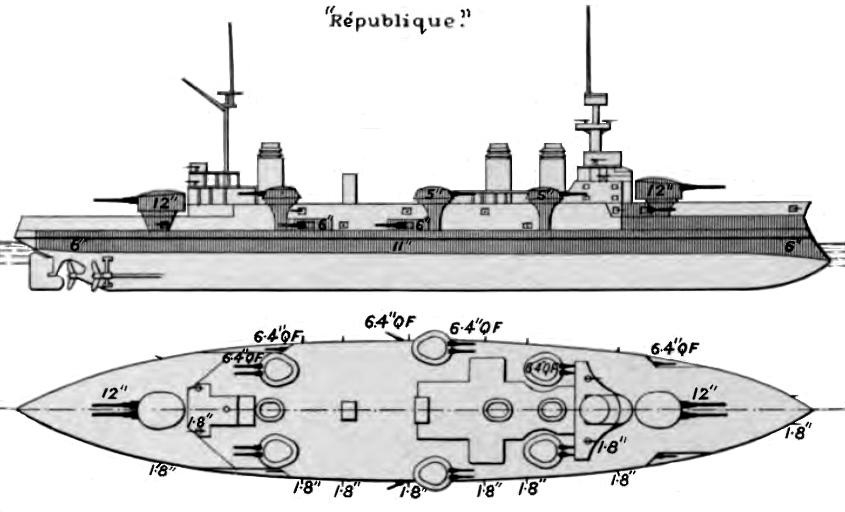
本級の武装・装甲配置を示した図。

船体形状は長船首楼型船体を採用しており、大西洋での作戦時での凌波性を良くするために乾舷を高く取られている。艦首水面下には未だ衝角（ラム）が付いている。主砲は「1893-1896年型 30.5cm（40口径）砲」を楕円筒形の連装砲塔に収めて1基を配置、司令塔を組み込んだ操舵艦橋、単脚式の前部ミリタリー・マスト、船体中央部の3本煙突はこの頃のフランス海軍の特徴である缶室分離配置により2番煙突と3番煙突の間が大きく離されており、煙突の周囲は艦載艇置き場となっており、2番煙突付近の片舷1基ずつのクレーンにより運用された。左右甲板上には16.4cm速射砲を椀を伏せたような形状の連装砲塔に収め片舷3基ずつ計6基と、単装砲架で前部主砲塔の側面部に1基と船体中央部に2基で計6基を搭載していた。3番煙突の後部に見張り所を基部にした簡素な単脚式の後檣が立ち、その後ろは甲板一段分下がって後ろ向きに2番主砲塔が1基配置された。

### 主砲、その他備砲、水雷兵装等
主砲は前級に引き続き「1893-1896年型 30.5cm（40口径）砲」である。その性能は重量349kgの主砲弾を仰角15度で12,000mまで届かせられる性能を持っているこの砲を楕円筒型の連装砲塔に収めた。砲塔の俯仰能力は仰角15度・俯角5度である。旋回角度は単体首尾線方向を0度として左右150度の旋回角度を持つ、主砲身の俯仰・砲塔の旋回・砲弾の揚弾・装填は主に電気で行われ、補助に人力を必要とした。発射速度は毎分1発であった。
本級の副砲は新設計の「1893年型 16.4cm（45口径）速射砲」を採用した。その性能は重量52kgの砲弾を仰角25度で主砲の射程を凌駕する15,400mまで届かせられる性能を持っているこの砲を連装式の副砲塔と単装砲架で舷側ケースメイト配置で装備した。
砲塔とケースメイトの俯仰能力は仰角25度・俯角10度である。旋回角度は砲塔は舷側方向を0度として左右150度の旋回角度を持ち、ケースメイト配置は150度の旋回角度を持っていた。砲身の俯仰・砲塔の旋回・砲弾の揚弾・装填は主に電気で行われ、補助に人力を必要とした。発射速度は毎分3発であった。
他に、対水雷艇用に「カネー 1888-1891年型 6.5cm（50口径）速射砲」を単装砲架で13基を、4.7cm（43口径）単装機砲を25基、4.7ｃm（33口径）単装機砲を10基、45cm魚雷発射管を水線部に単装で2基を装備した。

### 機関
ボイラーは当時の最新型高性能機関であるニクローズ式石炭専焼缶を24基。これに、直立型三段膨張式レシプロ機関を組み合わせて3基3軸推進とし出力19,200hpで速力19.2ノットを発揮した。航続距離は石炭830トン搭載して速力10ノットで4,200海里、1,850トン搭載時に10ノットで8,400海里と、当時にして大航続距離を誇った。

## 同型艦
- レピュブリク République
- パトリエ Patrie

## 参考図書
- 「世界の艦船増刊第38集　フランス戦艦史」（海人社）
- 「Conway All The World's Fightingships 1860-1905」（Conway）